# Biserica de lemn din Buhăceni

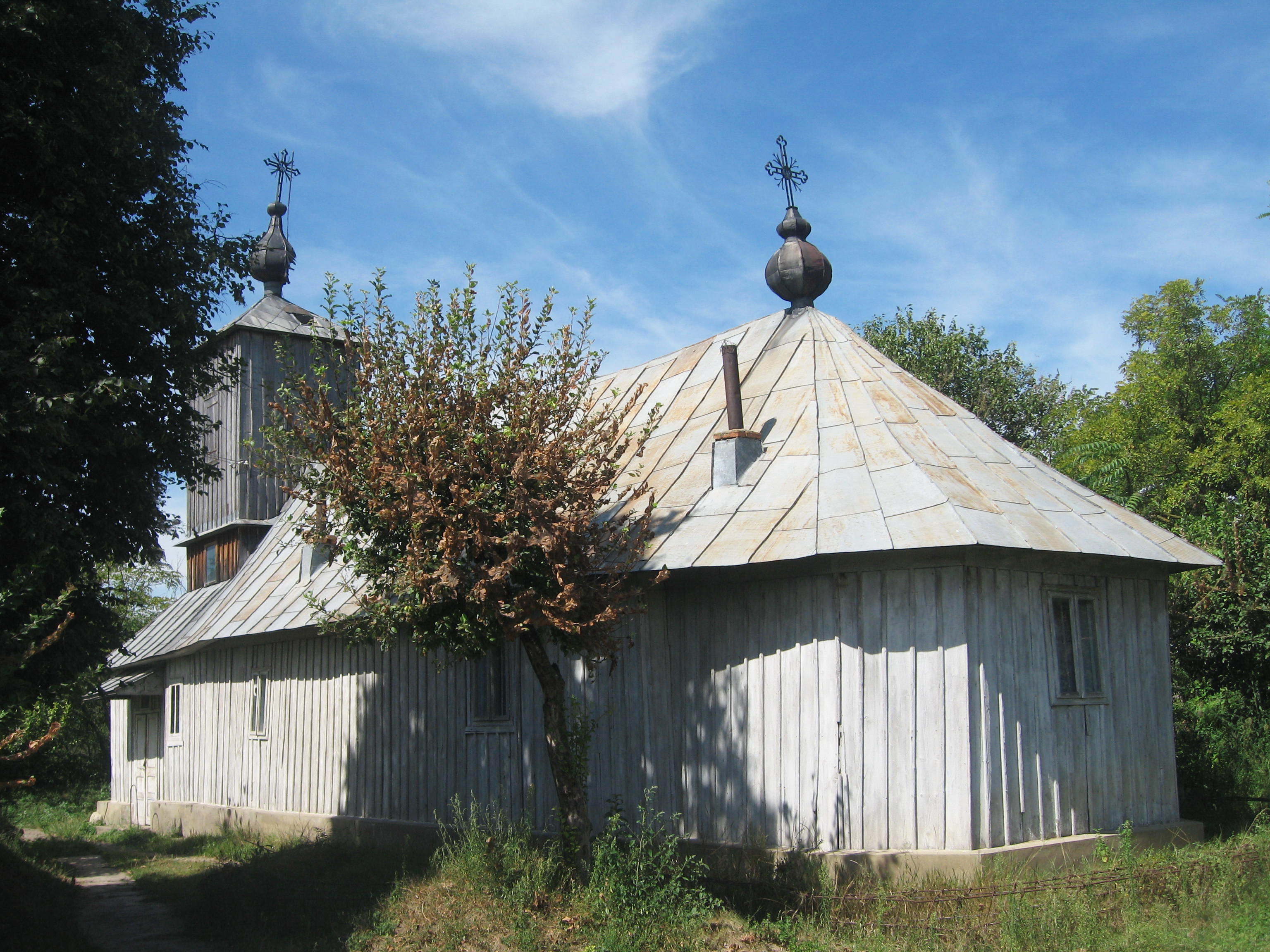
Biserica de lemn din Buhăceni.

Biserica de lemn cu hramul Sfinții Arhangheli Mihail și Gavriil (Sf. Voievozi) din Buhăceni a fost construită în jurul anului 1777. Ea se află în centrul satului Buhăceni din comuna Trușești (județul Botoșani). 
Biserica de lemn din Buhăceni nu a fost inclusă pe Lista monumentelor istorice din județul Botoșani din anul 2004, în ciuda vechimii sale. 

## Istoric
Biserica de lemn din Buhăceni a fost construită în secolul al XVIII-lea , mai precis în jurului anul 1777 de către boierul Ștefan Donici.  Boierul Ștefan Donici era căsătorit cu Maria Balș, fiica marelui logofăt Andrei Balș, proprietarul moșiei Ionășeni.
În decursul timpului, au fost efectuate mai multe lucrări de reparații. O serie de reparații au fost efectuate în 1839.  A fost construit un pridvor în partea de vest, deasupra căruia se află turnul-clopotniță. S-a înlocuit acoperișul de stuf cu unul din șindrilă și ulterior cu unul din tablă. În 1870 s-a refăcut o parte din picturi, iar o altă parte s-au înlocuit. Catapeteasma a fost pictată de pictorul Vasile Smâdu. 
Pentru a proteja edificiul de intemperii, au fost căptușiți pereții exteriori cu scândură, iar pereții interiori au fost tencuiți cu lut și zugrăviți. 

## Arhitectura bisericii
Biserica de lemn din Buhăceni este construită din bârne de stejar și lut, pe temelie de piatră. Inițial a fost acoperită cu stuf, mai târziu cu șindrilă, iar în prezent are învelitoare din tablă. Pereții exteriori sunt căptușiți cu scânduri vopsite în culoarea albastru deschis, iar cei interiori sunt tencuiți cu lut și zugrăviți. 
Lăcașul de cult are formă dreptunghiulară, cu absida altarului poligonală decroșată față de restul construcției.  

## Imagini

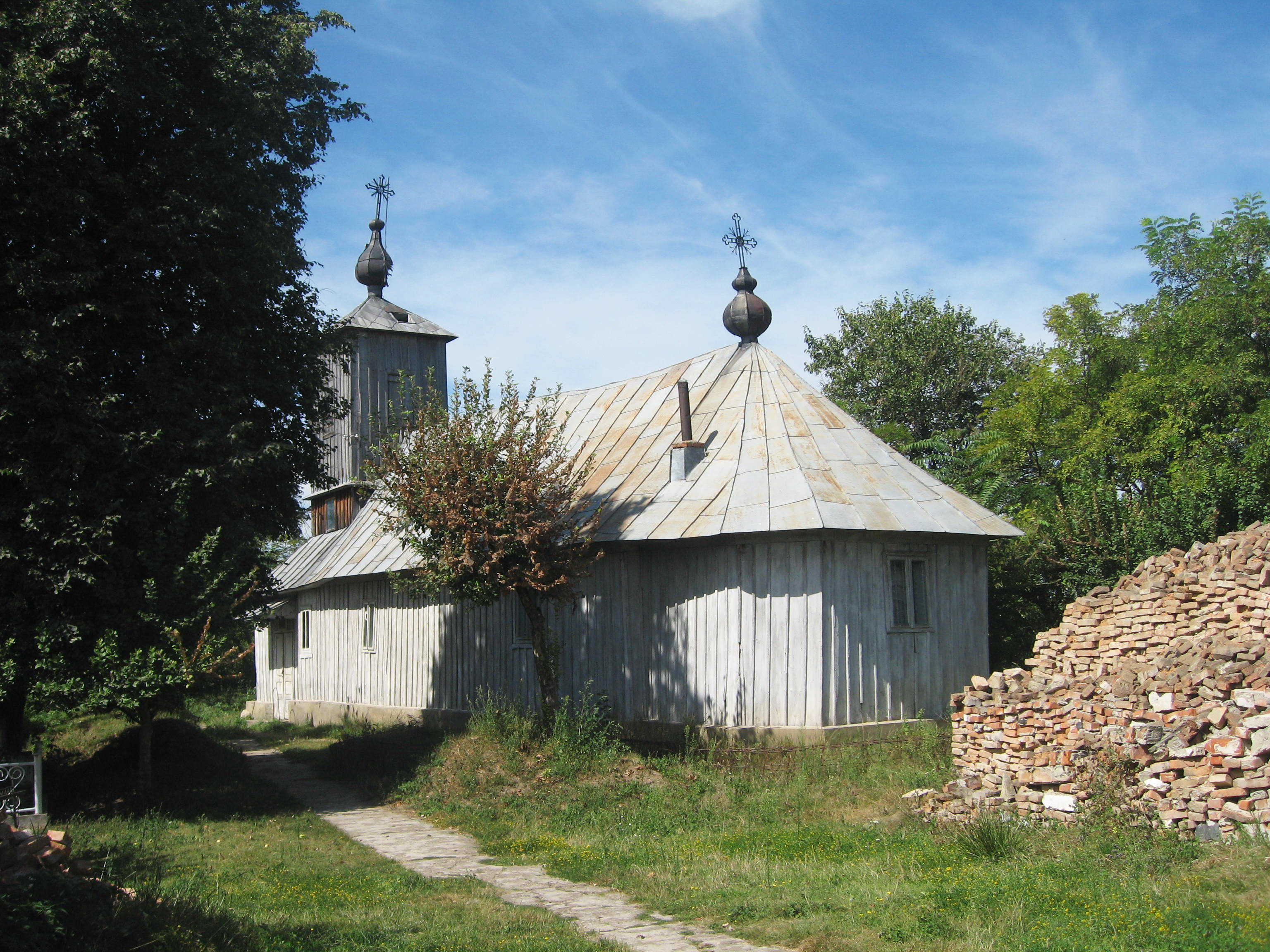
Biserica de lemn văzută dinspre sud-est
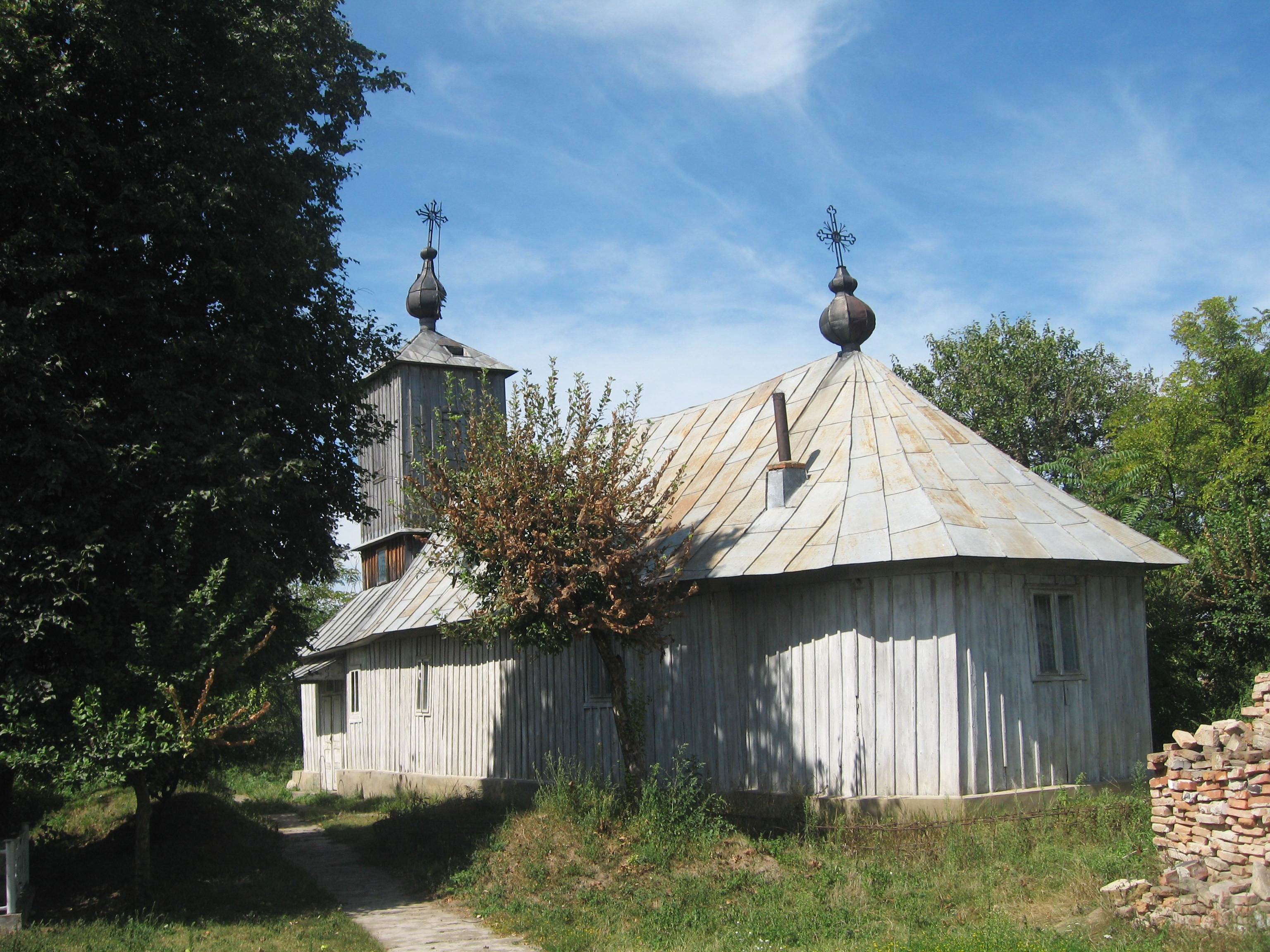
Biserica de lemn din Buhăceni
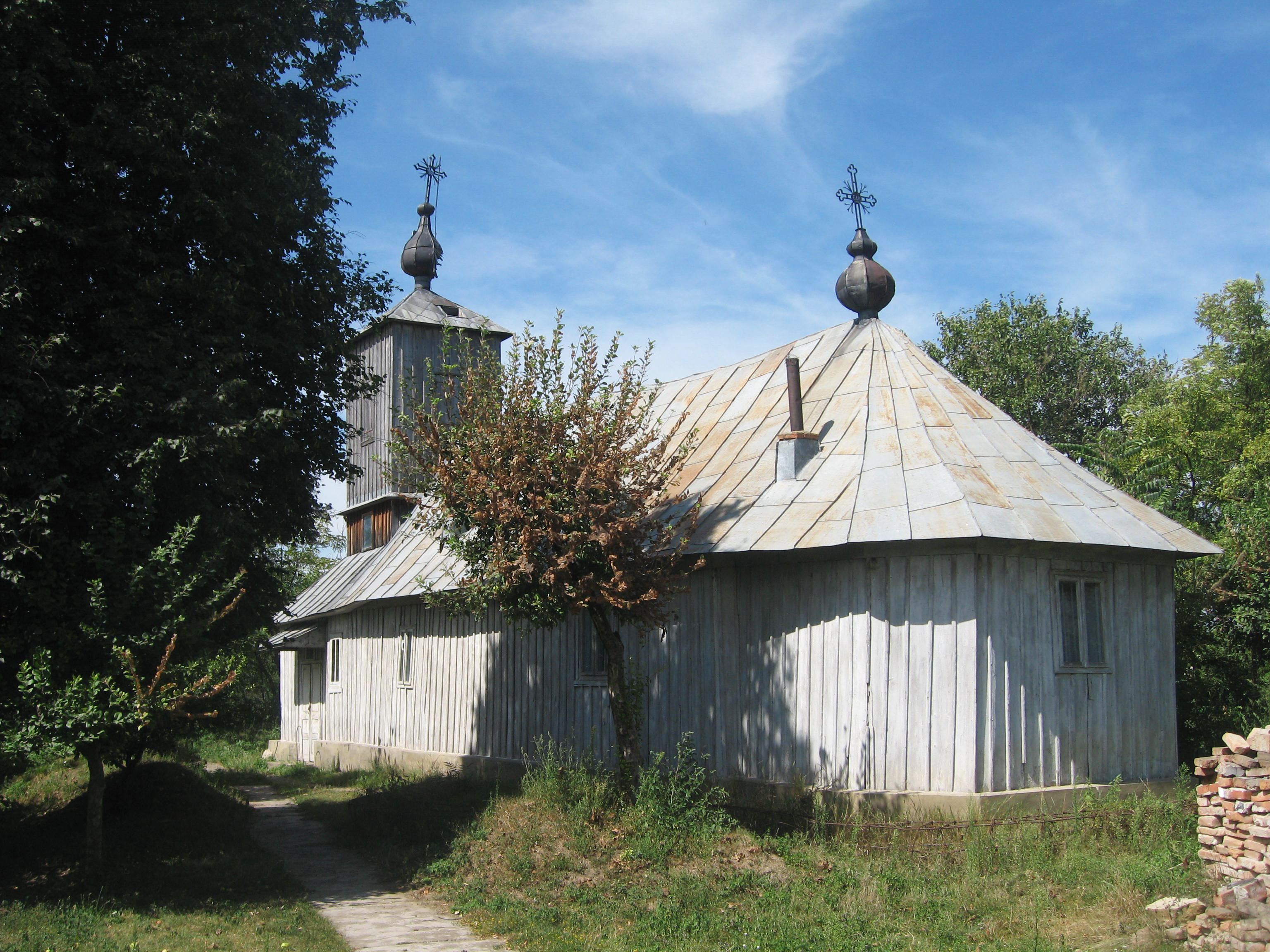
Biserica de lemn din Buhăceni
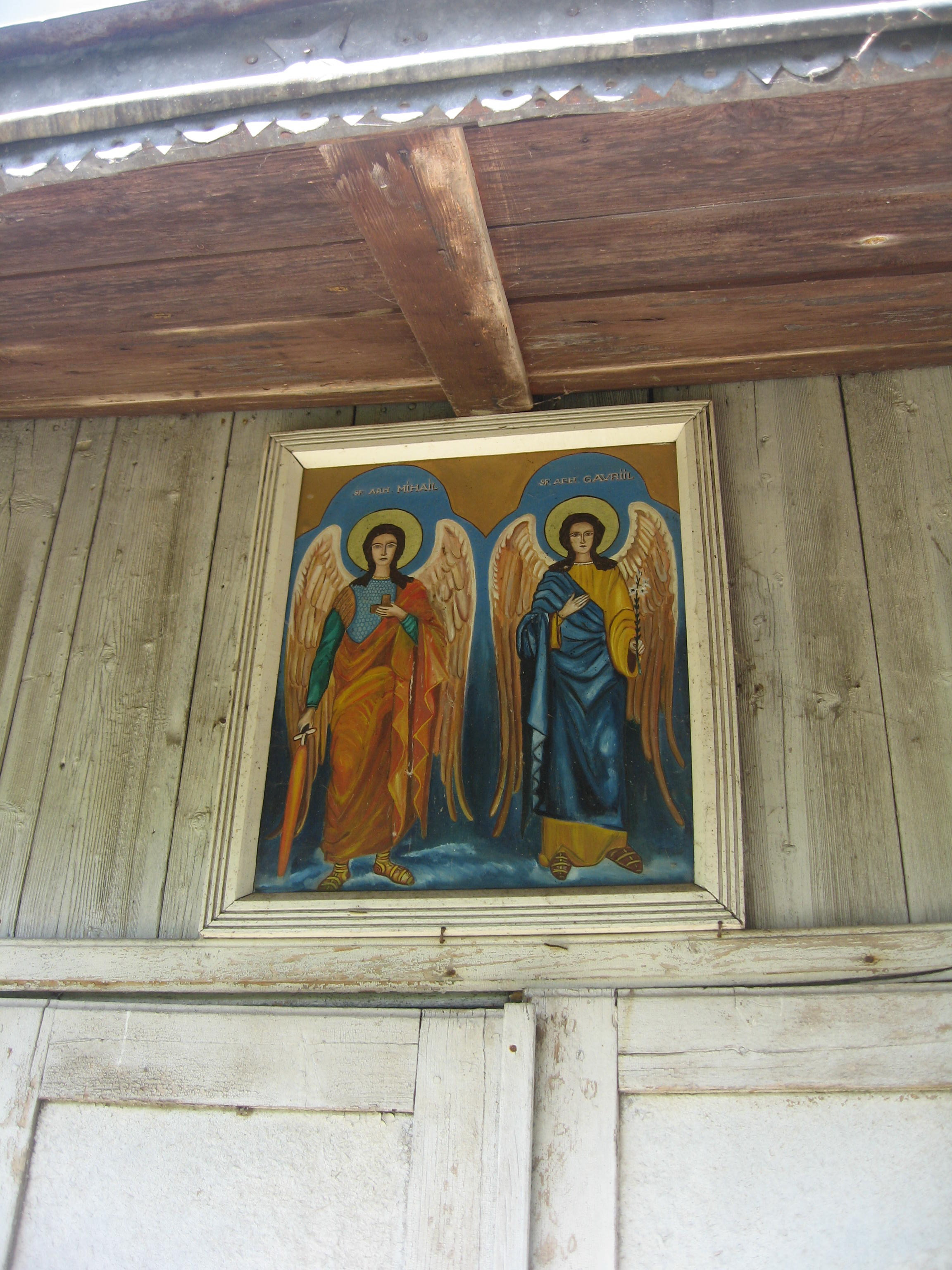
Icoana hramului